# Tigday
Tigday war ein Längenmaß auf den Philippinen und galt in der Provinz Nueva Ecija.
- 1 Tigday = 7,31416 Meter
- 4 Tigdays = 1 Unatbating = 29,25664 Meter